# 시문중학교
시문중학교는 충청남도 서천군 문산면 신농리 384에 있었던 사립 중학교이다.

## 연혁
- 1969.06.26 : 학교법인 시문학교 설립인가
- 1969.10.14 : 시문중학교 설립인가(2학급 60명)
- 1970.03.02 : 개교일
- 1971.01.30 : 학칙변경 1학급 증설,(급당70명, 총630명)
- 1973.01.15 : 제1회 졸업
- 1985.02.11 : 제13회 졸업
- 2006.03.01 : 폐교